# Gigasbia
Gigasbia es un género de foraminífero bentónico de la familia Earlandiidae, de la superfamilia Earlandioidea, del suborden Fusulinina y del orden Fusulinida. Su especie tipo es Gigasbia giga. Su rango cronoestratigráfico abarca el Dinantiense (Carbonífero inferior).

## Discusión
Algunas clasificaciones más recientes incluyen Gigasbia en el suborden Earlandiina, del orden Earlandiida, de la subclase Afusulinana y de la clase Fusulinata.

## Clasificación
Gigasbia incluye a la siguiente especie:
- Gigasbia giga †